# US Open 2018
L'Obert dels Estats Units 2018, conegut oficialment com a US Open 2018, és una competició de tennis masculina i femenina disputada sobre pista dura que pertany a la categoria de Grand Slam. La 137a edició del torneig es va celebrar del 27 d'agost al 9 de setembre de 2018 al complex USTA Billie Jean King National Tennis Center de Flushing Meadows, Nova York, Estats Units.

## Destacats
- El serbi Novak Đoković va guanyar el 14è títol de Grand Slam del seu palmarès i el segon consecutiu. Aquesta fou la tercera victòria al US Open de les nou finals disputades. En aquesta ocasió derrotà l'argentí Juan Martín del Potro, que tornava a disputar una final de Grand Slam nou anys després, en la qual va guanyar el seu únic títol al US Open.[1]

- Naomi Osaka va guanyar el primer títol de Grand Slam del seu palmarès i va esdevenir la primera japonesa en guanyar un títol de Grand Slam individual. En la final va vèncer l'estatunidenca Serena Williams, que optava a conquerir el seu 24è títol de Grand Slam individual i igualar l'australiana Margaret Court, que tenia el rècord, alhora que optava al seu setè US Open individual. Malauradament es va tornar a quedar a les portes per segon Grand Slam consecutiu en què fou finalista.[2]

- La parella estatunidenca formada per Mike Bryan i Jack Sock van guanyar el seu segon títol de Grand Slam consecutiu. Per la seva part Bryan va guanyar el 18è títol de Grand Slam del seu palmarès, que li va permetre desempatar amb John Newcombe com a tennista amb més títols de Grand Slam en categoria de dobles. També fou el sisè US Open, igualant a Richard Sears i Holcombe Ward i, amb 40 anys i 4 mesos va esdevenir el guanyador més veterà de dobles en l'Era Open, superant Leander Paes.[3]

- La parella formada per l'australiana Ashleigh Barty i l'estatunidenca CoCo Vandeweghe van guanyar el primer títol de Grand Slam del seu palmarès després que ja haguessin perdut diverses finals amb altres parelles. Aquest no és el primer títol com a equip, però si que era el primer Grand Slam que disputaven conjuntament.[4]

- La parella formada per la estatunidenca Bethanie Mattek-Sands i l'escocès Jamie Murray van guanyar el primer títol conjuntament. Murray va guanyar per segona ocasió consecutiva i va acumular el quart títol de dobles mixts del seu palmarès, mentre que per Mattek-Sands fou el tercer.[5][6]

## Campions/es

### Sèniors
| Categoria          | Campions                           | Finalistes                      | Resultat            |
| ------------------ | ---------------------------------- | ------------------------------- | ------------------- |
| Individual masculí | Novak Đoković                      | Juan Martín del Potro           | 6−3, 7−6(4), 6−3    |
| Individual femení  | Naomi Osaka                        | Serena Williams                 | 6−2, 6−4            |
| Dobles masculins   | Mike Bryan Jack Sock               | Łukasz Kubot Marcelo Melo       | 6−3, 6−1            |
| Dobles femenins    | Ashleigh Barty CoCo Vandeweghe     | Tímea Babos Kristina Mladenovic | 3−6, 7−6(2), 7−6(6) |
| Dobles mixts       | Bethanie Mattek-Sands Jamie Murray | Alicja Rosolska Nikola Mektić   | 2−6, 6−3, [11−9]    |

### Júniors
| Categoria          | Campions                        | Finalistes                     | Resultat         |
| ------------------ | ------------------------------- | ------------------------------ | ---------------- |
| Individual masculí | Thiago Seyboth Wild             | Lorenzo Musetti                | 6−1, 2−6, 6−2    |
| Individual femení  | Wang Xiyu                       | Clara Burel                    | 7−6(4), 6−2      |
| Dobles masculins   | Adrian Andreev Anton Matusevich | Emilio Nava Axel Nefve         | 6−4, 2−6, [10−8] |
| Dobles femenins    | Cori Gauff Caty McNally         | Hailey Baptiste Dalayna Hewitt | 6−3, 6−2         |

## Distribució de punts i premis

### Distribució de punts
| Esdeveniment       | G    | F    | SF  | QF  | Ronda de 16 | Ronda de 32 | Ronda de 64 | Ronda de 128 | Q   | Q3  | Q2  | Q1  |
| Individual masculí | 2000 | 1200 | 720 | 360 | 180         | 90          | 45          | 10           | 25  | 16  | 8   | 0   |
| Dobles masculins   | 2000 | 1200 | 720 | 360 | 180         | 90          | 0           | N/D          | N/D | N/D | N/D | N/D |
| Individual femení  | 2000 | 1300 | 780 | 430 | 240         | 130         | 70          | 10           | 40  | 30  | 20  | 2   |
| Dobles femenins    | 2000 | 1300 | 780 | 430 | 240         | 130         | 10          | N/D          | N/D | N/D | N/D | N/D |

### Distribució de premis
| Esdeveniment | G         | F         | SF      | QF      | Ronda de 16 | Ronda de 32 | Ronda de 64 | Ronda de 128 | Q3     | Q2     | Q1    |
| Individuals  | 3.800.000 | 1.850.000 | 925.000 | 475.000 | 266.000     | 156.000     | 93.000      | 54.000       | 30.000 | 16.000 | 8.000 |
| Dobles       | 700.000   | 350.000   | 166.400 | 85.275  | 46.563      | 27.876      | 16.500      | N/D          | N/D    | N/D    | N/D   |
| Dobles mixts | 155.000   | 70.000    | 30.000  | 15.000  | 10.000      | 5.000       | N/D         | N/D          | N/D    | N/D    | N/D   |

- Els premis són en dòlars estatunidencs.
- Els premis de dobles són per equip.